# Saint-Julien-sur-Cher
Saint-Julien-sur-Cher – miejscowość i gmina we Francji, w Regionie Centralnym, w departamencie Loir-et-Cher.
Według danych na rok 1990 gminę zamieszkiwało 627 osób, a gęstość zaludnienia wynosiła 39 osób/km² (wśród 1842 gmin Regionu Centralnego Saint-Julien-sur-Cher plasuje się na 587. miejscu pod względem liczby ludności, natomiast pod względem powierzchni na miejscu 831.).